# Penitență (Star Trek: Voyager)
„Penitență” (titlu original: „Repentance”) este al 13-lea episod din al șaptelea sezon (și ultimul) al serialului TV american științifico-fantastic Star Trek: Voyager și al 159-lea episod în total. A avut premiera la 31 ianuarie 2001 pe canalul UPN.

## Prezentare
Un grup de prizonieri sunt aduși pe nava Voyager de pe o navă extraterestră avariată, iar echipajul trebuie să-i ducă la destinație pentru a fi executați.

## Actori ocazionali
- Jeff Kober - Iko
- Tim deZarn - Yediq
- F. J. Rio - Joleg
- Greg Poland - Voyager Security Officer

## Primire
SyFy a recomandat „Penitență” pentru ghidul lor de a viziona episoade cu Seven of Nine.